# Abenezra
Pour l’article homonyme, voir Abraham ibn Ezra.
Abenezra est le nom d'un cratère d'impact sur la face visible de la Lune, dans sa partie sud. Le nom fut officiellement adopté par l'Union astronomique internationale (UAI) en 1935,,, en référence à Abraham Ibn Ezra (vers 1090 - vers 1165),,, érudit juif de l’« Âge d'or » espagnol au Moyen Âge. Le cratère fut observé pour la première fois en 1645, par Johannes Hevelius.

## Topographie
Le cratère Abenezra a une forme sensiblement polygonale, avec des segments de paroi inégaux. Les parois intérieures sont en terrasse, le sol est irrégulier et strié et forme des motifs sinueux inhabituels. Le cratère recouvre la partie orientale d'une autre formation ressemblant à un cratère et nommé Abenezra C. Il mesure 42 kilomètres de diamètre pour une profondeur de 3,2 kilomètres.

## Localisation
Voici la liste des reliefs de la Lune environnant le cratère :

## Cratères satellites

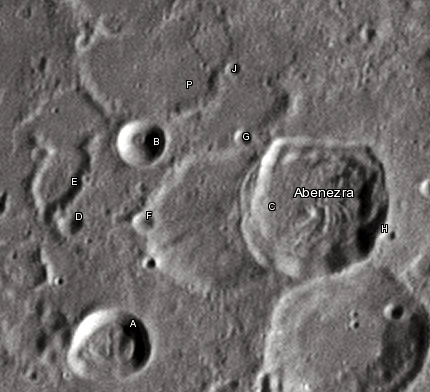
Cratères satellites.

Les cratères dits satellites sont de petits cratères situés à proximité du cratère principal, ils sont nommés du même nom mais accompagné d'une lettre majuscule complémentaire (même si la formation de ces cratères est indépendante de la formation du cratère principal). Par convention, ces caractéristiques sont indiquées sur les cartes lunaires en plaçant la lettre sur le point le plus proche du cratère principal. Liste des cratères satellites de Abenezra
 :
| Abenezra | Latitude | Longitude | Diamètre |
| -------- | -------- | --------- | -------- |
| A        | 22.8° S  | 10.5° E   | 23 km    |
| B        | 20.8° S  | 10.1° E   | 14 km    |
| C        | 21.3° S  | 11.1° E   | 44 km    |
| D        | 21.7° S  | 9.7° E    | 8 km     |
| E        | 21.4° S  | 9.4° E    | 14 km    |
| F        | 21.5° S  | 10.3° E   | 7 km     |
| G        | 20.5° S  | 11.0° E   | 5 km     |
| H        | 21.1° S  | 12.8° E   | 4 km     |
| J        | 19.9° S  | 10.7° E   | 5 km     |
| P        | 19.9° S  | 9.9° E    | 44 km    |